# Oryctocaris
Oryctocaris is een geslacht van uitgestorven kreeftachtigen uit de klasse van de Malacostraca (hogere kreeftachtigen).

## Soort
- Oryctocaris balssi (Broili, 1930) †